# Marcellustheater
Das Marcellustheater war ein Theater im antiken Rom, das heute noch in Form eines Wohnhauses existiert. Bereits Caesar hatte das Gelände im Norden des Gemüsemarkts (forum holitorium) in unmittelbarer Nähe des prächtigen Tempels des Apollo Sosianus erworben. Dort ließ Augustus das 13 v. Chr. vollendete Theater errichten, das seinem 10 Jahre zuvor verstorbenen Neffen Marcellus gewidmet war. Für den Bau mussten zwei kleinere Tempel abgerissen werden, die vermutlich der Pietas und der Diana geweiht waren. Anders als griechische Theater war das Marcellustheater nicht an einen Berghang gebaut, sondern stand als Hochbau frei. Das etwa 33 Meter hohe Gebäude aus römischem Travertin der Steinbrüche von Tivoli und opus caementicium lieferte das Vorbild für die Konstruktion des später entstandenen Kolosseums.  Es war nach Sitzplätzen das größte Theater der Stadt Rom und bot etwa 10.000 bis 15.000 Zuschauern Platz.
Ende des 4. Jahrhunderts n. Chr. setzte der Verfall ein. Das Theater wurde zunehmend – wie viele öffentliche Gebäude der römischen Antike – als Steinbruch verwendet. Im Mittelalter wurden die noch erhaltenen Teile als Wohnraum genutzt. Auf die ersten beiden Arkadenreihen baute man Wohnhäuser.
Die Familie Fabii (Faffi) baute das Theater im 12. Jahrhundert in eine monte Faffo genannte Festung um, die im Jahr 1386 an die Familie Savelli fiel. Im 16. Jahrhundert wurde auf den Fundamenten des Theaters ein Palazzo im Renaissancestil errichtet, den 1712 die römische Adelsfamilie Orsini übernahm. Noch heute ist dieser Zustand erhalten und das Theater bewohnt.
Von 1926 bis 1932 wurden die zahlreichen Anbauten an das Theater beseitigt und die Fassade wurde bis zum antiken Straßenniveau wieder freigelegt. Das Proszenium wurde nicht freigelegt, ist jedoch durch die Forma Urbis Romae dokumentiert.

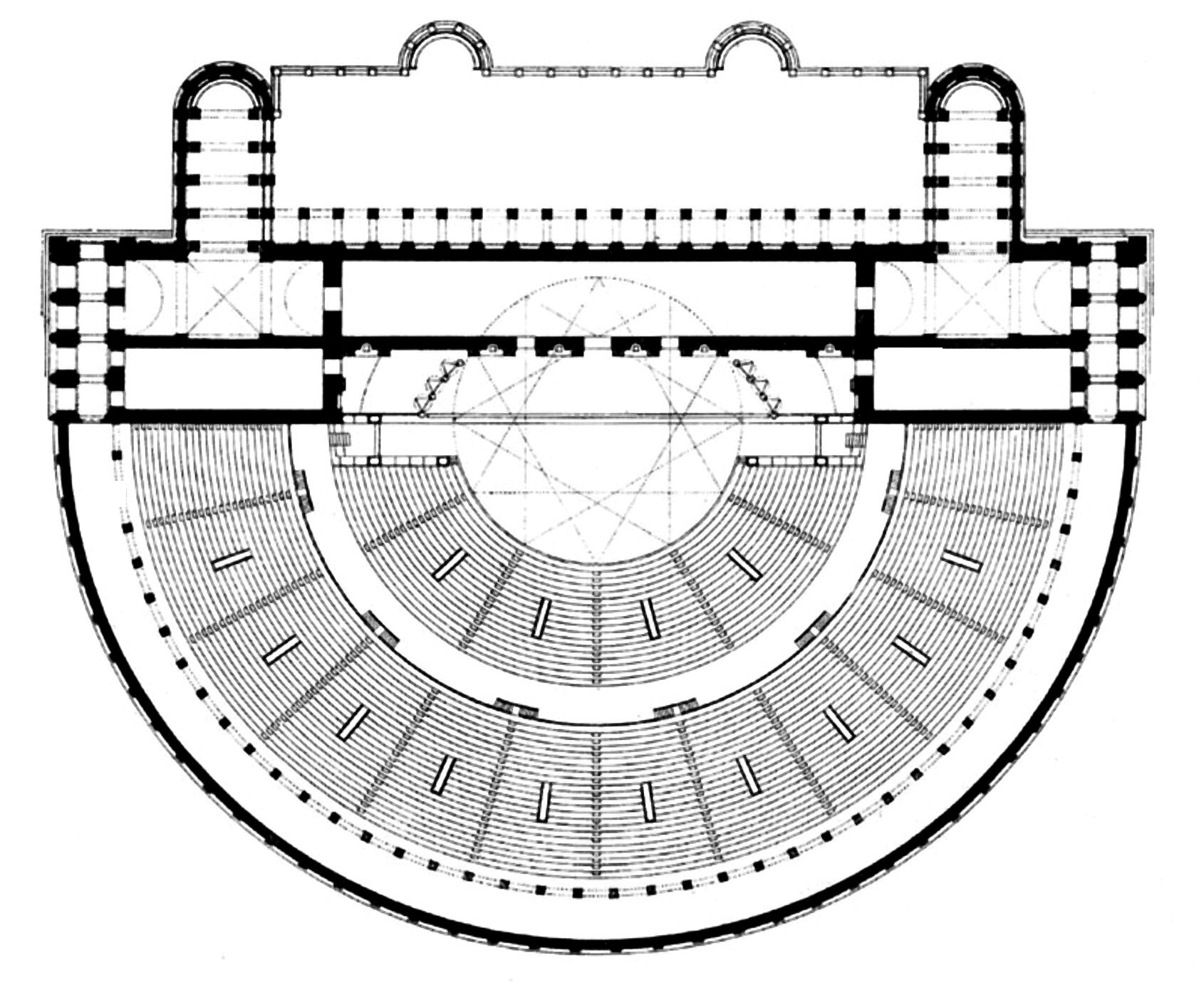
Grundriss des Marcellustheaters
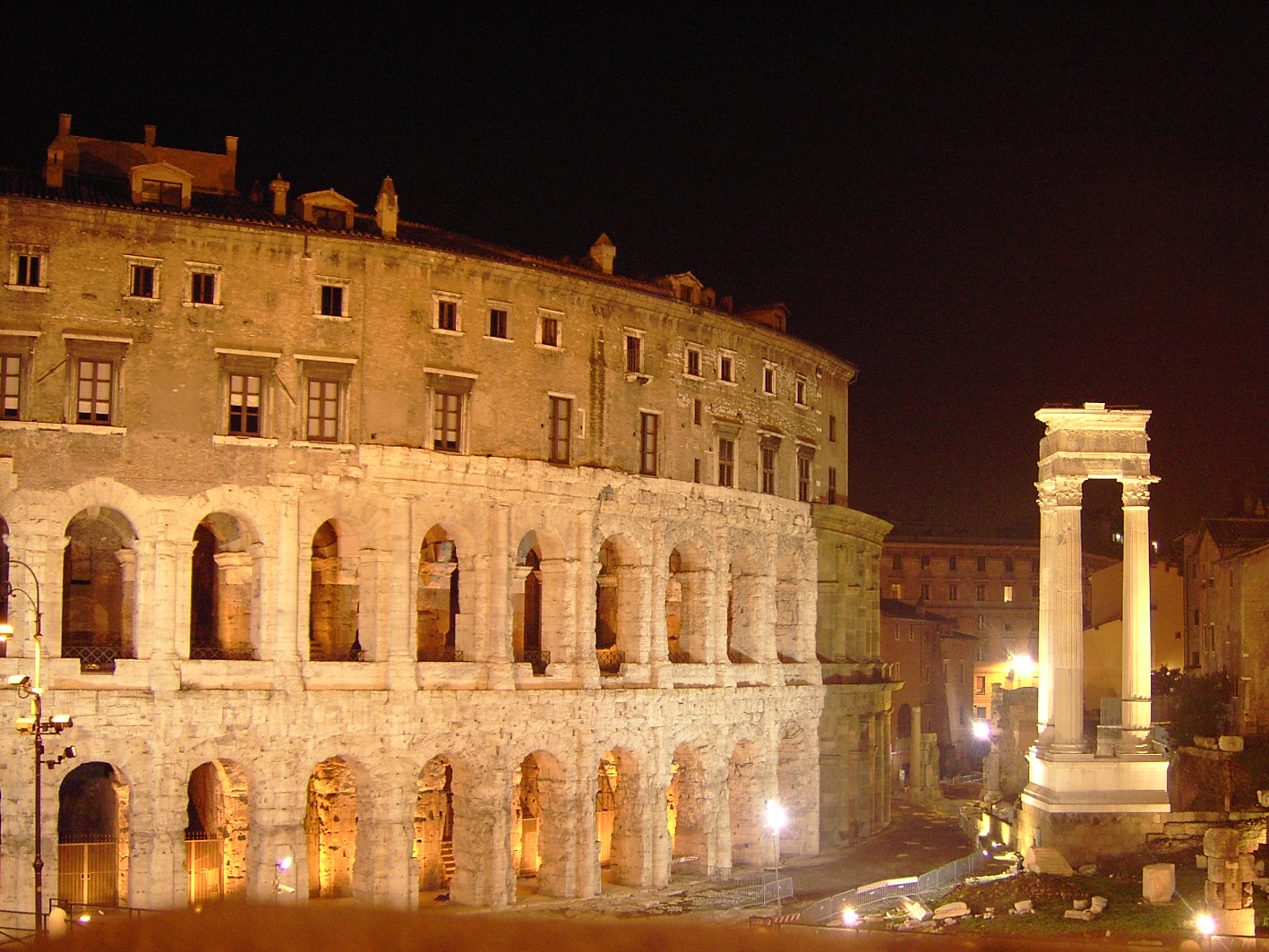
Marcellustheater, vom Kapitol aus betrachtet
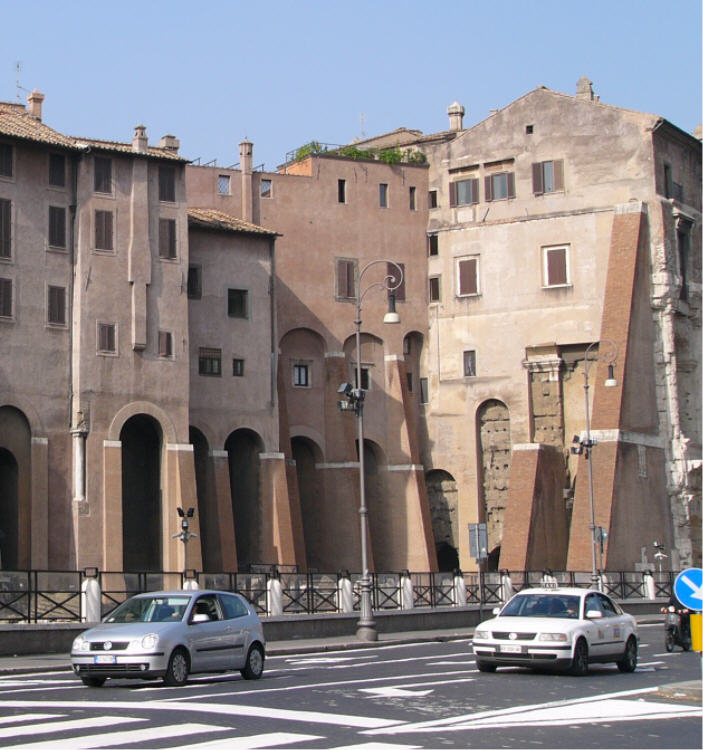
Rückansicht: Die Stützmauern aus der Zeit der Orsini sind gut erkennbar
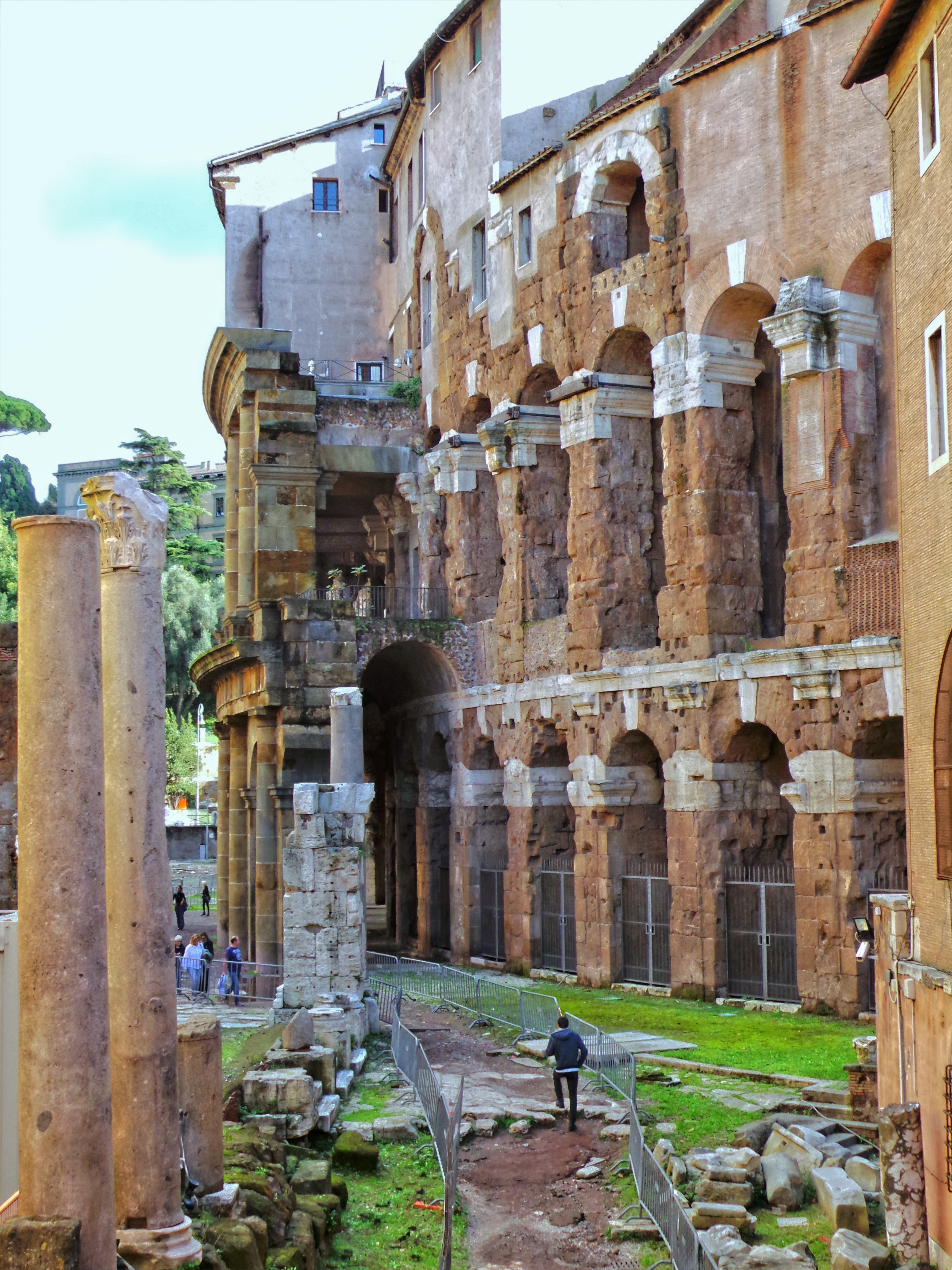
Seitenansicht: Man kann gut die antiken Arkaden von den Aufbauten unterscheiden
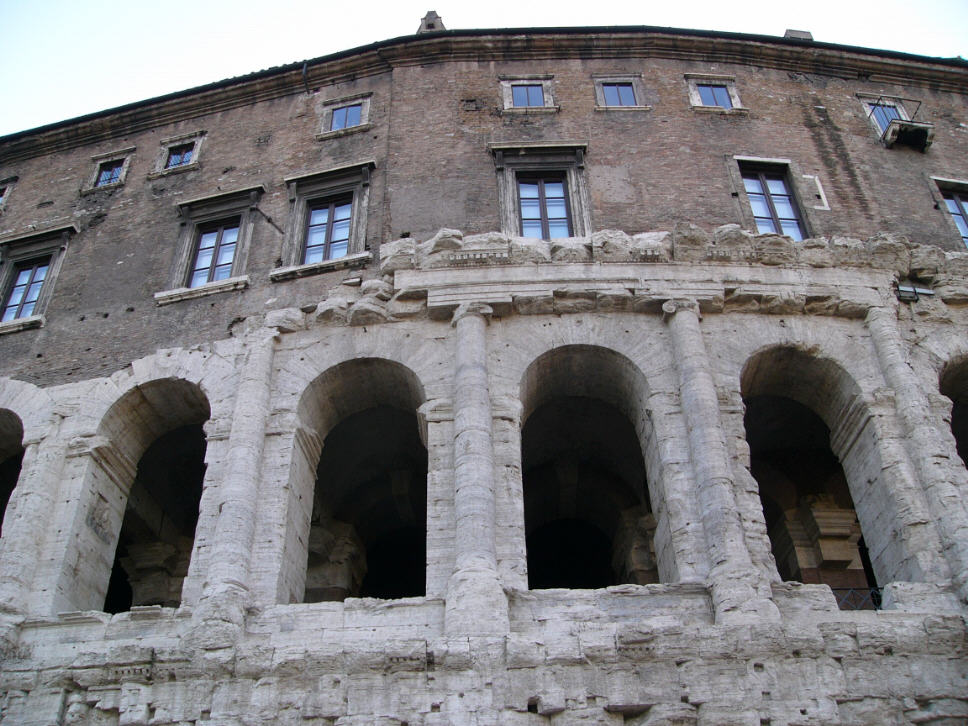
Detail an der Front
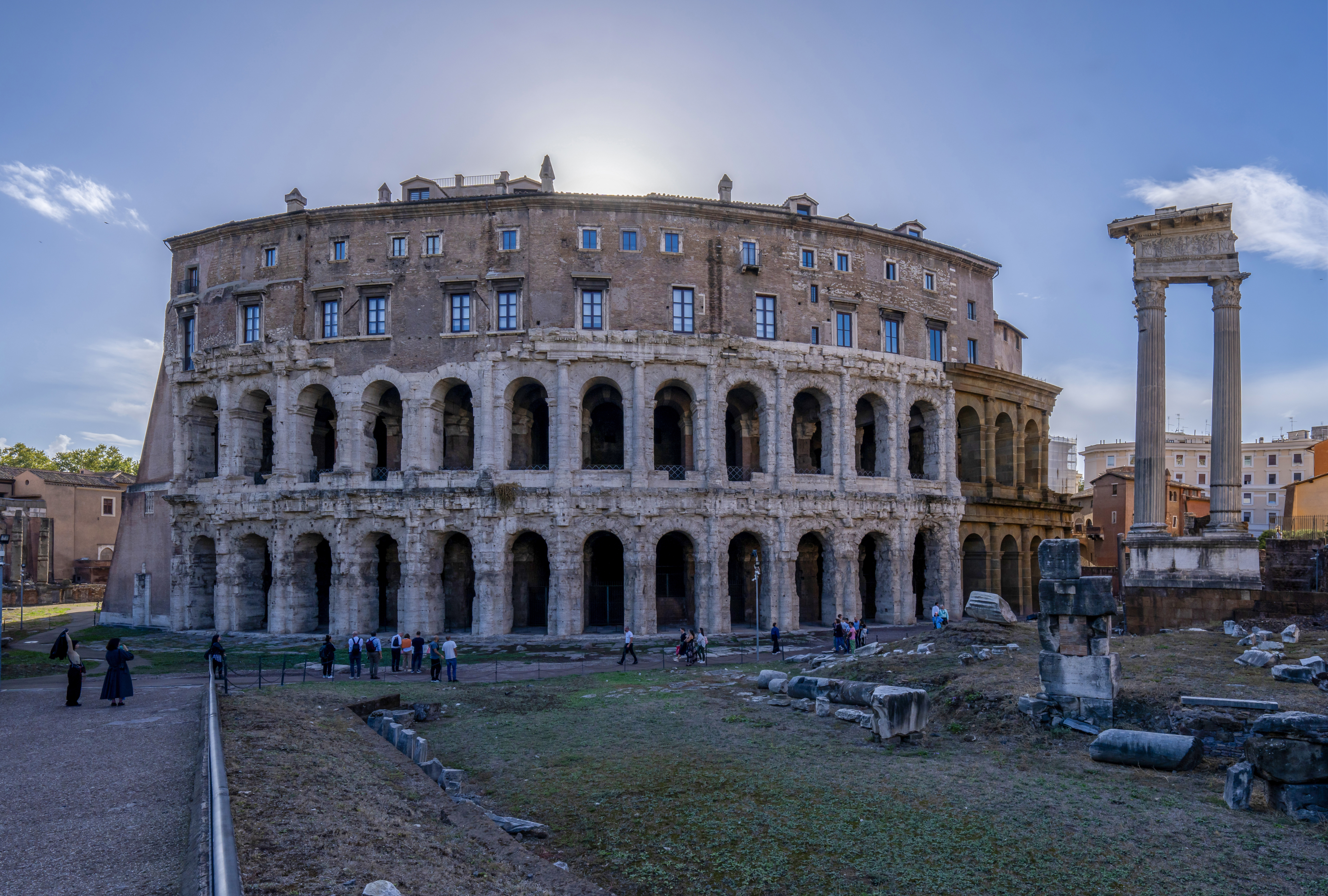
Front an der Nordseite
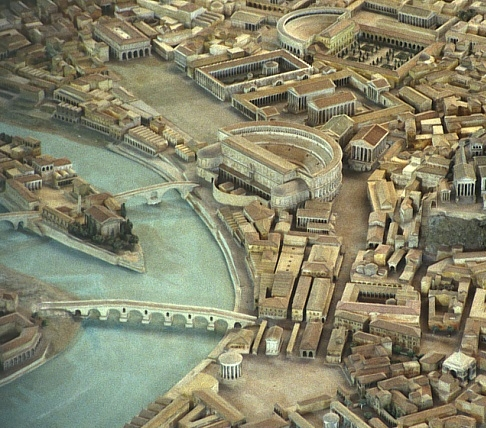
Das Marcellustheater im Modell (Museo della Civiltà Romana)